# Aetherius (patrice)
Aetherius est un aristocrate byzantin, membre du Sénat sous Justinien, avant d'être exécuté sous Justin II, probablement en 566. Il est associé à différents complots dont la réalité n'est pas toujours attestée.

## Biographie

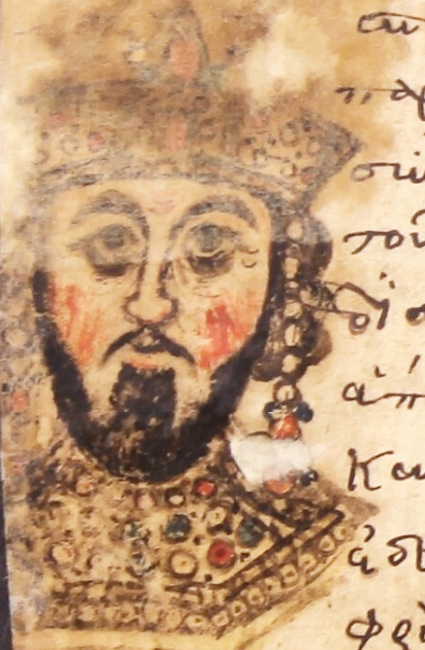
Portrait de Tibère II dans le manuscrit du XV Mutinensis gr. 122. Il est soupçonné, alors qu'il n'est encore que le commandant des Excubites, d'être à l'origine de la disgrâce et de l'exécution d'Aetherius.

Aetherius est un membre de la haute aristocratie impériale et possède la dignité de patrice. Sous Justinien, il fait partie des membres les plus éminents du Sénat. Dans les années 560, il est également connu comme curateur des maisons divines d'Antiochus, ce qui en fait le gestionnaire de propriétés de premier ordre. Selon Évagre le Scholastique, il en aurait profité pour détourner des fonds à son profit. Il est alors associé à un banquier du nom de Marcellus qui fait partie de sa maisonnée. Son nom est également présent sur deux bornes proches de Constantinople, l'une à Gédéon et l'autre actuellement conservée au musée archéologique d'Istanbul. Elles servent probablement à délimiter des propriétés d'Aetherius, lequel jouit semble-t-il d'une certaine richesse.
En 560, alors que l'empereur semble malade, Aetherius est associé à un complot impérial qui viserait à remplacer Justinien par Théodore ou Théodorus, fils de Pierre le Patrice, et est accusé publiquement par Eugénius. Toutefois, aucune charge concrète ne peut être retenue contre lui mais l'épisode témoigne de certaines inimitiés à son encontre. En 562, il est de nouveau accusé aux côtés de son probable neveu Sergius et de Marcellus, qui se suicide après la découverte du projet. A l'occasion du procès contre les conspirateurs, Aetherius semble s'être assuré de la sympathie de deux des juges qui sont congédiés, en l'occurrence le questeur du palais sacré Constantinus et le magister scrinii Iulianus. Surtout Aetherius fait peser la faute sur Bélisaire, glorieux général de Justinien, qui est d'ailleurs disgracié à cette occasion alors que les éléments plaident plutôt pour un complot venant des proches d'Aetherius et qu'il paraît difficile d'imaginer que ce dernier n'ait pas au moins été au courant,.
Vincent Puech souligne à l'occasion de ces événements les rivalités entre grandes familles aristocratiques, notamment entre les curateurs de grands domaines avec un enjeu autour des richesses associées. Ainsi, Aetherius semble étroitement lié à des parents de l'empereur Anastase Ier. Géographiquement, Aetherius et les membres de sa maisonnée semblent plutôt originaires de la Cilicie et du nord de la Syrie, même si l'origine exacte d'Aetherius est méconnue. D'autres historiens ont plus spécifiquement lié le complot de 562 à la participation de différents banquiers, dont Marcellus, qui auraient voulu défendre leurs intérêts financiers face à des revirements possibles du gouvernement impérial mais cela reste une hypothèse. 
En 565, il est à la manœuvre avec Addaeus pour faire exiler le patriarche Eutychius de Constantinople. Celui-ci est alors en proie à l'hostilité du vieillissant empereur Justinien, dont le dernier décret théologique s'oriente vers une forme de christianisme, l'aphthartodocétisme, qu'il combat. Ainsi, le 22 janvier 565, Aetherius et Addaeus font intervenir la soldatesque pour s'emparer du patriarche et l'enfermer dans un monastère. Il est possible de voir dans cette intervention l'appartenance d'Aetherius à une faction plus large défendant les intérêts du monophysisme à la cour impériale.
Toujours en 565, la mort de Justinien est un tournant dans la vie d'Aetherius. C'est Justin II qui arrive sur le trône, profitant d'une sorte de coup d'état palatin en sa faveur. Or, parmi les partisans du nouvel empereur figure Tibère, le chef des Excubites, qui entretient une forte hostilité à l'égard d'Aetherius en raison du rôle de celui-ci dans l'exil d'Eutychius. Rapidement, Aetherius est accusé de vouloir destituer voire empoisonner Justin. Il est exécuté avec Addaeus, accusé d'être son complice, le 3 octobre 566. Selon Vincent Puech, il faut voir derrière cette manœuvre l'influence de Tibère à la cour, alors d'un des principaux conseillers de Justin II.

## Sources
- Vincent Puech, « Le réseau de l’impératrice Théodora : une analyse prosopographique de la cour byzantine au VIe siècle », dans Modèles, réseaux et échanges curiaux au Moyen Âge, Editions de la Sorbonne, 2018 (lire en ligne), p. 231-244
- Vincent Puech, Les élites de cour de Constantinople (450-610), Ausonius éditions, coll. « Scripta Antiqua 155 », 2022 (ISBN 9782356134752)
- (en) John R. Martindale, A. H. M. Jones et John Morris, The Prosopography of the Later Roman Empire : Volume III, AD 527–641, Cambridge (GB), Cambridge University Press, 1992, 1575 p. (ISBN 0-521-20160-8).